# Giovanni Battista Bendazzoli
Giovanni Battista Bendazzoli (Verona, 1739 – Thiene, 14 giugno 1812) è stato uno scultore italiano, il principale nell'ambiente vicentino della seconda metà del Settecento.

## Biografia
Giovanni Battista Bendazzoli nacque a Verona nel 1739, figlio di Giangiacomo e di Maddalena Olivieri.
Si avvicinò all'arte seguendo le lezioni del cognato, lo scultore L. Muttoni, prima di trasferirsi, nel 1760, a Venezia, nella bottega di Giuseppe Bernardi detto il Torretto, dove rimase fino alla morte del maestro nel 1773, stringendo amicizia con Antonio Canova, anch'egli discepolo di Bernardi, e sviluppando gli elementi più significativi del suo stile, a contatto con il tardo barocco e con le prime  presenze del rococò veneziano.
Dopo il 1774 Bendazzoli si spostò a Vicenza, dove sposò Elisabetta Ginni, con la quale ebbe quattro figlie e un figlio, e aprì una bottega. Nel 1792 Canova, di passaggio per Vicenza, lo incontrò e come conseguenza Bendazzoli aderì allo stile neoclassico.
Dopo una vita operosa, di artista apprezzato, durante una trasferta di lavoro a Thiene, nel maggio 1812, 
si ammalò di una forte febbre e morì il 14 giugno 1812.
La prima opera di Bendazzoli risale al periodo veronese (fino al 1760): un San Michele, per la chiesa di San Michele alla porta dei Borsari (San Micheletto), in seguito manomesso e trasformato in una effigie di Minerva.
Nel periodo veneziano (1760-1774) lavorò già per l'ambiente vicentino, dato che nel 1767 realizzò per Vicenza le sedici statuette in terracotta, per il tabernacolo dell'altare maggiore della chiesa di Santa Corona (Vicenza).
Per somiglianza con queste statuette, si attribuiscono a Bendazzoli le due terrecotte, San Marco e Sant'Andrea, del Museo civico di Vicenza (circa 1767).
E verso il 1765 eseguì per la cinta della vicentina villa Valmarana, due statue mitologiche, un Prometeo e una Andromeda, e soprattutto, diciotto statue grottesche di Nani, che risaltarono per la vivace fantasia e vennero definite «felice svolgimento di un'idea tiepolesca, di una bizzarria alla Pier Leone Ghezzi ... con un'adesione estrosa ai modi decorativi dei giardini veneziani dell'epoca» (Licisco Magagnato, 1952).
Altre due opere importanti di Bendazzoli risultarono il busto di Arnaldo I Arnaldi Tornieri, in marmo (Palazzo Chiericati), e le cinque statue, le decorazioni e i due bassorilievi per la facciata della chiesa dei santi Faustino e Giovita, risalenti dal 1774 al 1780, quindi ai primi anni del periodo vicentino.
Simile al busto Tornieri furono le decorazioni di casa Gastaldi a Santa Lucia (1773 circa); e a queste, al Tornieri e alle sculture dei santi Faustino e Giovita si ricollegano i bassorilievi sul palazzo Arnaldi-Dalla Torre, ai Santi Apostoli (1773 circa).

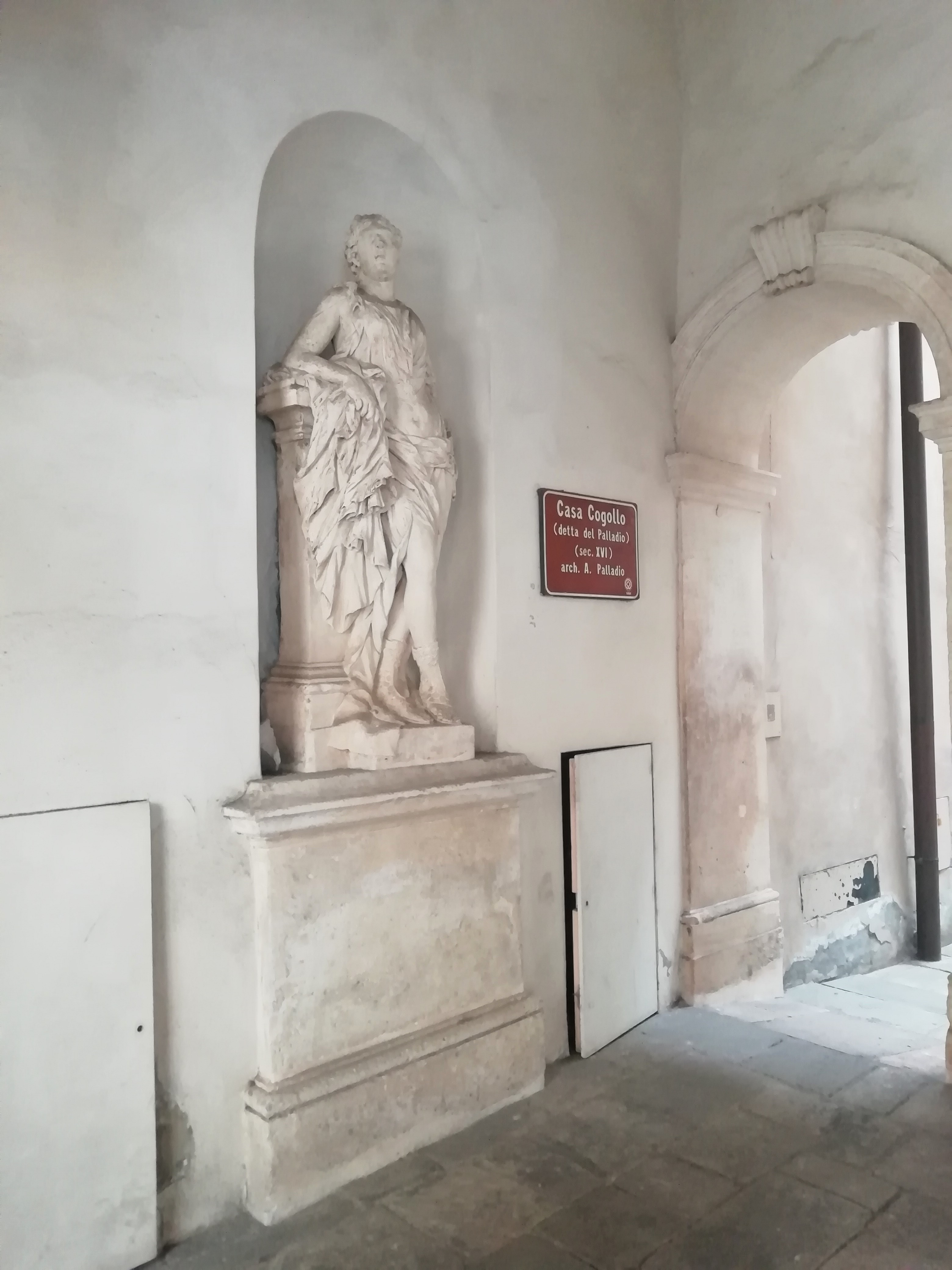
Statua nel portico d'ingresso di Casa Cogollo

Nel 1776 realizzò la statua di Antonio Zacco, in Prato della Valle a Padova e le due statue, del Palladio e dell'Architettura, nell'atrio di casa Cogollo, ora Baroni, a Vicenza, e il busto dell'ingegnere Bartolomeo Ferracina, in casa Da Schio a Costozza.
Nel 1777 Bendazzoli ultimò ventidue statue mitologiche e un gruppo allegorico per la villa di Niccolò Beregan, poi Dal Lago, in provincia di Vicenza.
Nel 1787 Bendazzoli eseguì la statua di Cesare Piovene in Prato della Valle a Padova, nel 1790 ultimò in palazzo Cordellina, il busto di Ottone Calderari e di una personificazione allegorica. Agli ultimi anni del XVIII secolo risalirono quattro figure femminili allegoriche in legno di cirmolo per villa Guiccioli a Monte Berico; del 1812 sono le tre statue, Diana, Giunone e forse Leda, sul timpano di palazzo Chilesotti a Thiene.
Posteriori al 1776, risultarono le due pregevoli statue in marmo di Mosè ed Aronne, ai lati dell'altar maggiore della parrocchiale di Arsiero. Tra le altre opere di Bendazzoli non databili con esattezza si può menzionare la statua di San Paolo nella chiesa di Ognissanti a Pellestrina; le due figure di un Santo vescovo e di una Santa monaca sull'altar maggiore di San Giovanni a Bassano del Grappa; le statue laterali dell'altar maggiore nella chiesa di Villanova di Camposampiero; le statue sul frontone di "Ca' Beregana" vicino a Thiene.
Gli storici e i critici dell'arte distinguono due periodi della carriera di Bendazzoli: uno iniziale fino al 1780, in cui l'artista seguì lo stile tradizionale e ammanierato dei suoi colleghi contemporanei; ed uno successivo, caratterizzato dall'incontro con Canova nel 1792, dopo il quale si ispirò all'arte degli antichi e, allontanandosi dall'accademismo, aderì alle nuove influenze neoclassiche inserendo, fra le due tendenze, brillanti elementi tardo-barocchi e rococò, ottenendo risultati apprezzabili per la spontanea scioltezza del modellato spezzato e vigoroso.Il Bendazzoli si può considerare lo scultore principale nell'ambiente vicentino della seconda metà del Settecento.

## Opere
- Due statue mitologiche, un Prometeo e una Andromeda, e diciotto statue grottesche di Nani, per la cinta di villa Valmarana (Vicenza) (1765);
- San Michele, per la chiesa di San Michele alla porta dei Borsari (San Micheletto) (entro il 1760);
- Sedici statuette in terracotta, per il tabernacolo dell'altare maggiore della chiesa di Santa Corona (Vicenza) (1767);
- Due terrecotte, San Marco e Sant'Andrea (Museo civico di Vicenza) (circa 1767);
- Busto di Arnaldo I Arnaldi Tornieri, in marmo (Palazzo Chiericati) (1774-1780);
- Decorazioni di casa Gastaldi a Santa Lucia (1773) circa);
- Bassorilievi sul palazzo Arnaldi-Dalla Torre, ai Santi Apostoli (1773 circa);
- Cinque statue, le decorazioni e i due bassorilievi per la facciata della chiesa dei santi Faustino e Giovita (1774-1780);
- Statua di Antonio Zacco, in Prato della Valle (Padova) (1776);
- Due statue, del Palladio e dell'Architettura, nell'atrio di casa Cogollo (Vicenza) (1776);
- Busto dell'ingegnere Bartolomeo Ferracina, in casa Da Schio (Costozza) (1776);
- Ventidue statue mitologiche e un gruppo allegorico per la villa di Niccolò Beregan, poi Dal Lago, in provincia di Vicenza (1777);
- Statua di Cesare Piovene in Prato della Valle (Padova) (1787);
- Busto di Ottone Calderari e di una personificazione allegorica in palazzo Cordellina (1790);
- Quattro figure femminili allegoriche in legno di cirmolo per villa Guiccioli (Monte Berico) (fine 1700);
- Tre statue, Diana, Giunone e forse Leda, sul timpano di palazzo Chilesotti (Thiene) (1812).